# 岡谷市
岡谷市（おかやし）は、長野県の南信地方にある市で、諏訪湖に隣接する工業都市である計量特定市。
諏訪地域の3市2町1村からなる諏訪広域連合の構成地方公共団体である。1936年（昭和11年）市制施行。
面積は長野県内の市のなかで最小であり、人口密度は県内の全市町村のなかで最も高い。
本項では、市制施行前の名称である諏訪郡平野村（ひらのむら）についても述べる。

## 地理

### 位置
長野県中央部の諏訪盆地に位置し、諏訪湖の西岸に接する。

### 地形

#### 山岳
主な山
- 鉢伏山
- 高ボッチ山
- 東山
- 高尾山

主な峠
- 塩尻峠（塩嶺峠）

#### 河川
主な川
- 横河川
- 塚間川
- 天竜川 - 天竜川は、諏訪湖から流出する唯一の河川である。諏訪湖の西端にある釜口水門を源流とし、市内を南西に流れる。

#### 湖沼

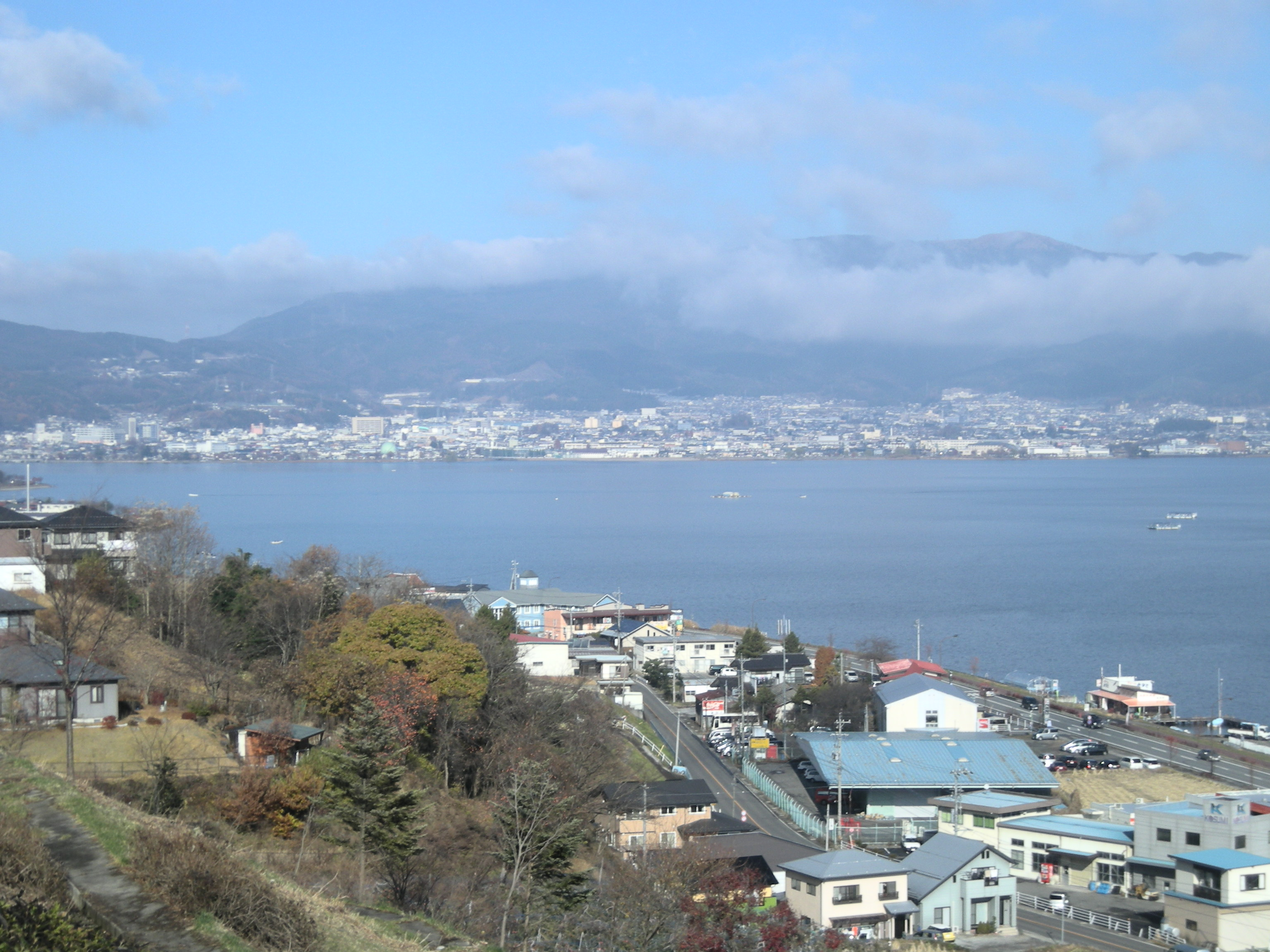
諏訪湖サービスエリアより望む
諏訪湖の向こうに岡谷市中心市街地が見える

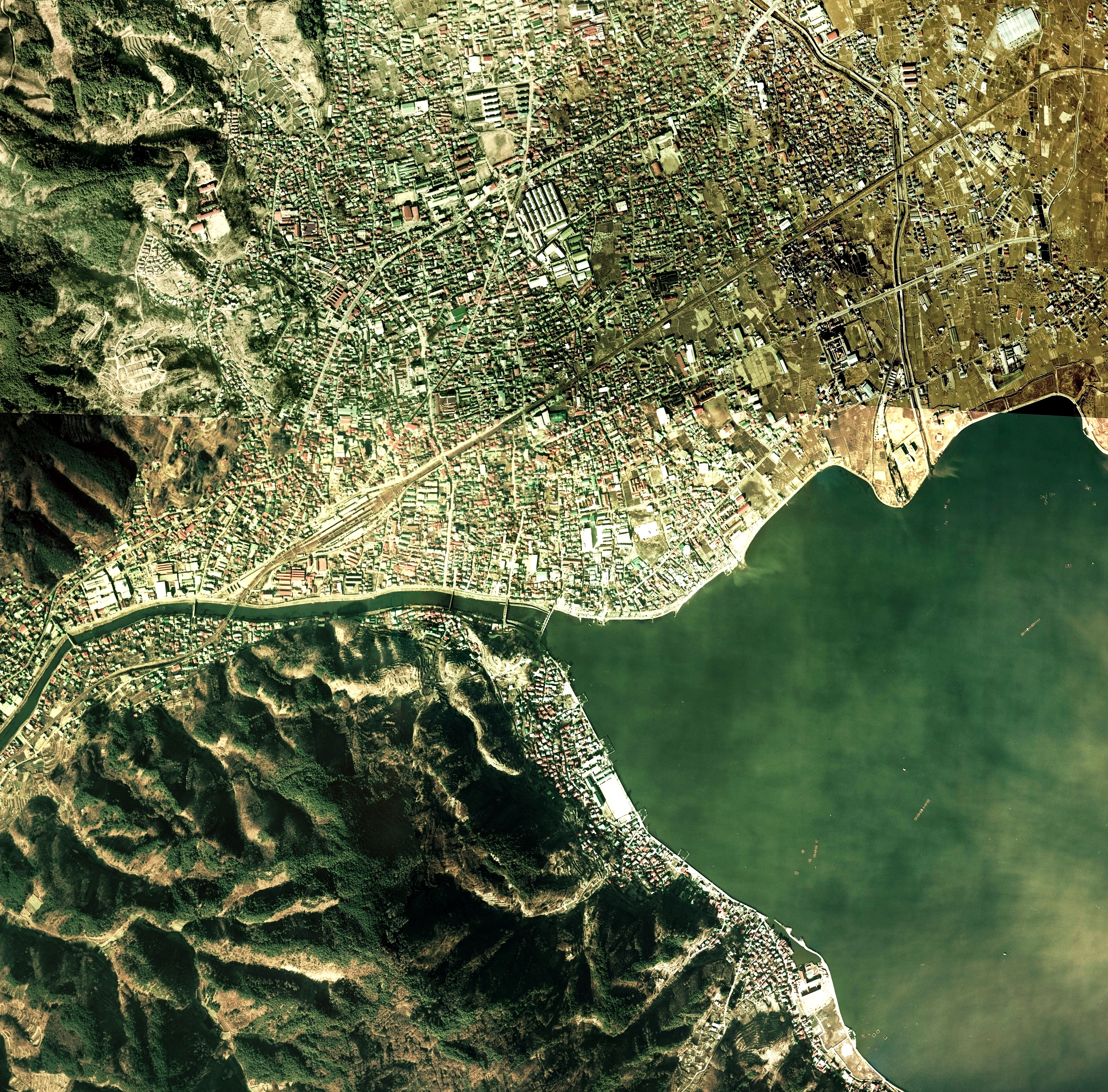
岡谷市中心部周辺の空中写真。
1975年撮影の6枚を合成作成。。

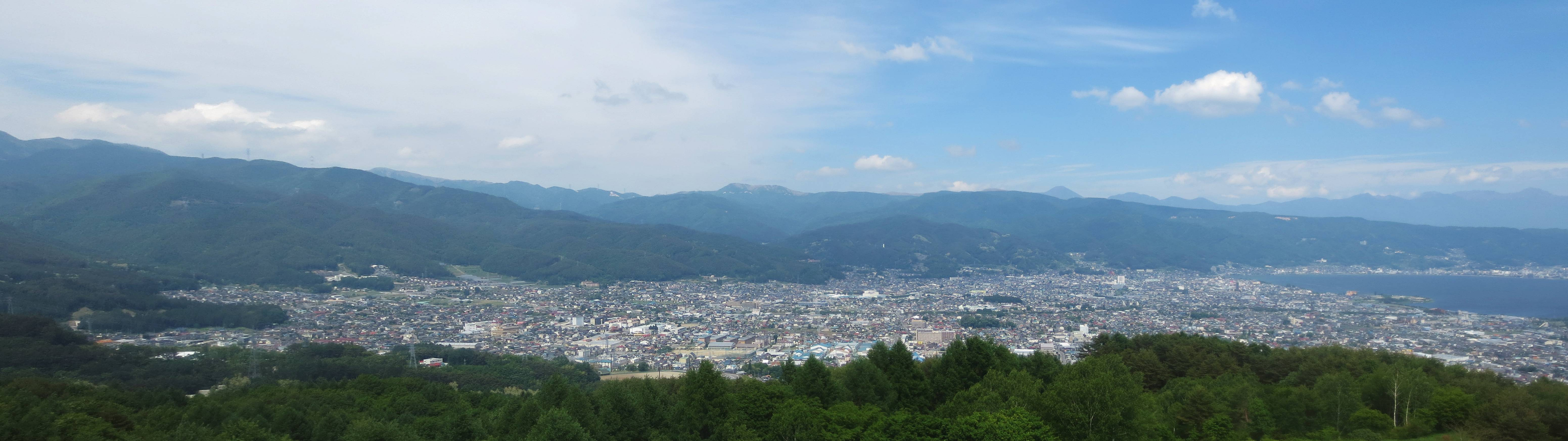
鳥居平やまびこ公園の展望塔より望む

主な湖
- 諏訪湖

### 地域

#### 行政区画
岡谷市には、21の区が存在する（政令指定都市に設置される行政区や特別区とは異なる）。 現在の住居表示の町丁名とその区画範囲は、区名・区域ともに殆ど関係していないため、地図上から判断することは難しい。
岡谷地区（旧平野村域）
| 区名   | 概ねの範囲                    |
| ------ | ----------------------------- |
| 今井   | 神明町・「今井」交差点 周辺   |
| 小井川 | 加茂町・赤羽・若宮 周辺       |
| 間下   | 山手町・山下町 周辺           |
| 小口   | 銀座 周辺                     |
| 西堀   | 堀之内・南宮 周辺             |
| 新屋敷 | 本町3,4丁目 周辺              |
| 上浜   | 塚間町・中央町2,3丁目 周辺    |
| 岡谷   | 本町1,2丁目・中央町1丁目 周辺 |
| 小尾口 | 天竜町3丁目・丸山橋 周辺      |
| 下浜   | 湖畔1,2丁目 周辺              |

※今井区の国道20号より北部は住居表示が施行されていない。
長地地区
| 横川 | 長地出早・長地小萩 周辺             |
| 中村 | 長地梨久保 周辺                     |
| 中屋 | 長地鎮・長地源 周辺                 |
| 東堀 | 長地柴宮・長地御所・長地権現町 周辺 |

川岸地区
| 三沢 | 川岸上・川岸中1丁目 周辺   |
| 新倉 | 川岸中2,3丁目・川岸西 周辺 |
| 橋原 | 川岸東1,2丁目 周辺         |
| 鮎沢 | 川岸東3丁目 周辺           |
| 駒沢 | 川岸東4,5丁目 周辺         |

湊地区
| 花岡 | 湊1,2,3丁目 周辺 |
| 小坂 | 湊4,5丁目 周辺   |

### 人口
- DID人口比は81.9%（2015年国勢調査）。

| |                                        |  |
| 岡谷市と全国の年齢別人口分布（2005年） | 岡谷市の年齢・男女別人口分布（2005年） |  |
| ■紫色 ― 岡谷市 ■緑色 ― 日本全国 | ■青色 ― 男性 ■赤色 ― 女性              |  |
| 岡谷市（に相当する地域）の人口の推移 \| 1970年（昭和45年） \| 60,350人 \| \| \| 1975年（昭和50年） \| 61,776人 \| \| \| 1980年（昭和55年） \| 62,210人 \| \| \| 1985年（昭和60年） \| 61,747人 \| \| \| 1990年（平成2年） \| 59,849人 \| \| \| 1995年（平成7年） \| 58,056人 \| \| \| 2000年（平成12年） \| 56,401人 \| \| \| 2005年（平成17年） \| 54,699人 \| \| \| 2010年（平成22年） \| 52,841人 \| \| \| 2015年（平成27年） \| 50,128人 \| \| \| 2020年（令和2年） \| 47,790人 \| \| |                                        |  |
| 総務省統計局 国勢調査より |                                        |  |
| 1970年（昭和45年） | 60,350人                               |  |
| 1975年（昭和50年） | 61,776人                               |  |
| 1980年（昭和55年） | 62,210人                               |  |
| 1985年（昭和60年） | 61,747人                               |  |
| 1990年（平成2年） | 59,849人                               |  |
| 1995年（平成7年） | 58,056人                               |  |
| 2000年（平成12年） | 56,401人                               |  |
| 2005年（平成17年） | 54,699人                               |  |
| 2010年（平成22年） | 52,841人                               |  |
| 2015年（平成27年） | 50,128人                               |  |
| 2020年（令和2年） | 47,790人                               |  |

1920年の第1回国勢調査人口では前身の平野村が松本市に次ぐ県内2位であった。これは当市よりも先に市制施行した長野市・上田市を上回るものであった。

### 隣接自治体
長野県
- 松本市
- 塩尻市
- 諏訪市
- 諏訪郡：下諏訪町
- 上伊那郡：辰野町

## 歴史

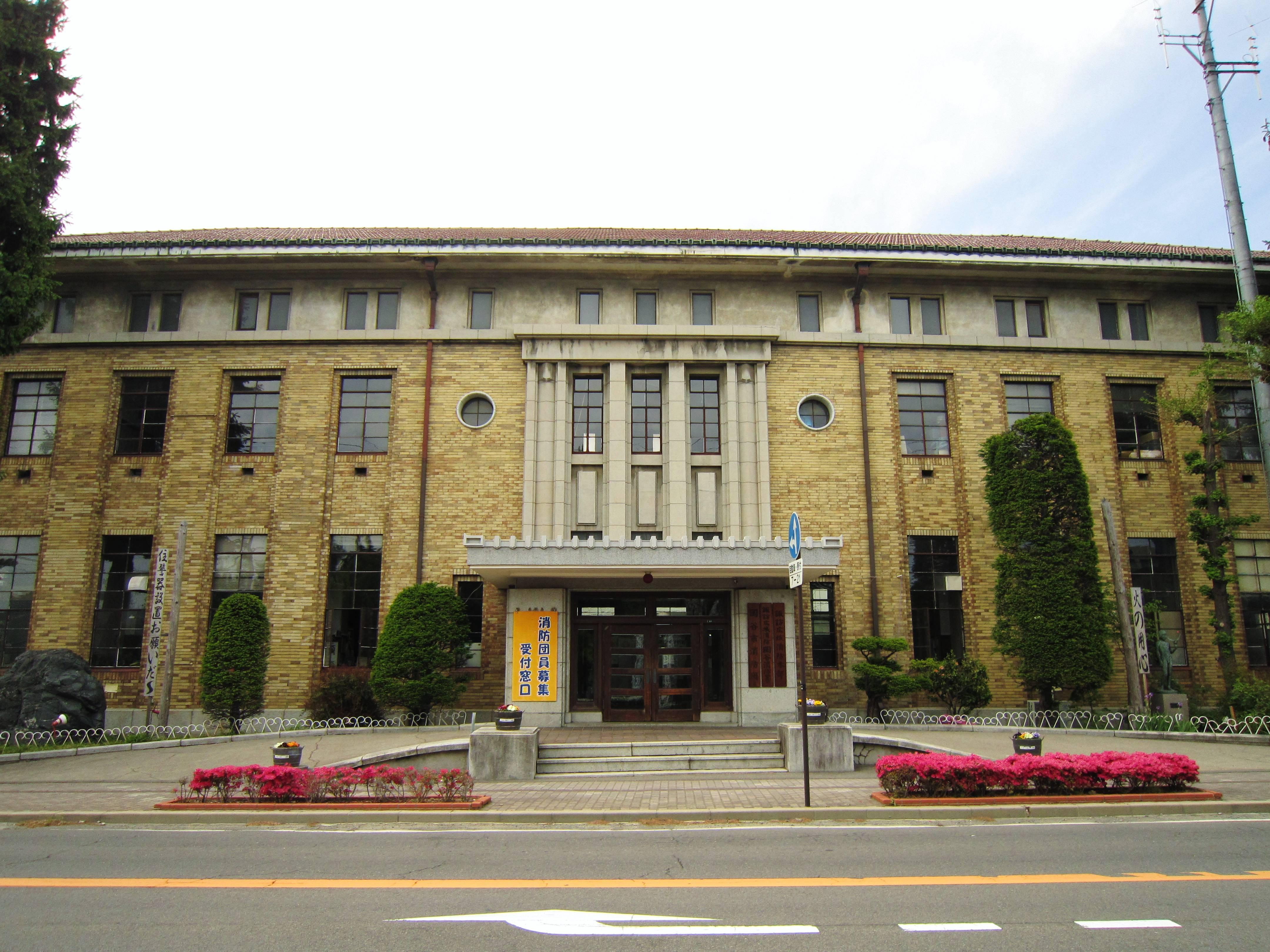
旧岡谷市役所庁舎（登録有形文化財）

### 近代
明治時代
- 1874年（明治7年）10月25日 - 筑摩県諏訪郡岡谷村・小口村・小井川村・今井村・若宮新田村・小梅沢新田村・西堀村が合併して平野村となる。
- 1876年（明治9年）8月21日 - 平野村が長野県の所属となる。
- 1889年（明治22年）4月1日 - 町村制の施行により、平野村が単独で自治体を形成。

昭和時代（戦前）
- 1936年（昭和11年）4月1日 - 諏訪郡平野村が改称・市制施行して岡谷市が発足。村が町制を経ず市制施行したのは長野県では唯一であり、全国でも11例のみである。

### 現代
昭和時代（戦後）
- 1951年（昭和26年）1月1日 - 東筑摩郡塩尻町・筑摩地村（共に現在の塩尻市）の東山地籍を編入（境界線変更）。
- 1955年（昭和30年）1月1日 - 諏訪郡湊村を編入。
- 1955年（昭和30年）2月1日 - 諏訪郡川岸村を編入。
- 1957年（昭和32年）3月25日 - 諏訪郡長地村を編入。
- 1958年（昭和33年）7月1日 - 旧諏訪郡長地村の東山田地籍が分市し諏訪郡下諏訪町へ（境界線変更）。

## 行政

### 市長
- 市長 - 早出一真（2023年9月29日就任、1期目）

歴代市長
- 初代 - 今井梧楼 1936年5月5日 - 1944年12月29日、2期
- 2代 - 林七六 1945年2月15日 - 1946年11月16日、1期
- 3代 - 林将英 1947年4月5日 - 1949年3月5日、1期
- 4代 - 宮坂健次郎 1949年4月15日 - 1963年9月1日、4期
- 5代 - 林浩正 1963年9月29日 - 1975年9月28日、3期
- 6代 - 林泰章 1975年9月29日- 1995年9月28日、5期
- 7代 - 林新一郎 1995年9月29日 - 2007年9月28日、3期
- 8代 - 今井竜五 2007年9月29日 - 2023年9月28日、4期

## 議会

### 市議会
- 定数：18人[3]
- 任期：2019年5月1日 - 2023年4月30日[3]
- 議長：渡辺太郎[4]
- 副議長：藤森博文[4]

### 県議会
- 選挙区：岡谷市・下諏訪町選挙区[5]
- 定数：2人[5]
- 任期：2019年4月30日 - 2023年4月29日[5]
- 投票日：2019年4月7日[6]
- 当日有権者数：58,261人（岡谷市41,291人、下諏訪町16,970人）[6]
- 投票率：53.44％（岡谷市53.26％、下諏訪町53.87％）[6]

| 候補者名 | 当落 | 年齢 | 党派名     | 新旧別 | 得票数   |
| -------- | ---- | ---- | ---------- | ------ | -------- |
| 毛利栄子 | 当   | 67   | 日本共産党 | 元     | 10,897票 |
| 共田武史 | 当   | 46   | 自由民主党 | 現     | 10,407票 |
| 浜章吉   | 落   | 71   | 自由民主党 | 現     | 9,435票  |

### 衆議院
- 選挙区：長野4区（岡谷市、諏訪市、茅野市、塩尻市、諏訪郡、木曽郡）
- 任期：2021年10月31日 - 2025年10月30日
- 当日有権者数：240,401人
- 投票率：59.37％

| 当落 | 候補者名   | 年齢 | 所属党派   | 新旧別 | 得票数   | 重複 |
| ---- | ---------- | ---- | ---------- | ------ | -------- | ---- |
| 当   | 後藤茂之   | 65   | 自由民主党 | 前     | 86,962票 | ○    |
|      | 長瀬由希子 | 53   | 日本共産党 | 新     | 51,922票 | ○    |

## 出先機関・施設

### 国家機関

#### 法務省
検察庁
- 岡谷区検察庁

#### 厚生労働省
- 岡谷労働基準監督署
- 諏訪公共職業安定所岡谷出張所

#### 財務省
国税庁
- 日本年金機構岡谷年金事務所

#### 国土交通省
- 長野国道事務所岡谷維持修繕出張所

#### 裁判所
- 岡谷簡易裁判所

### 施設

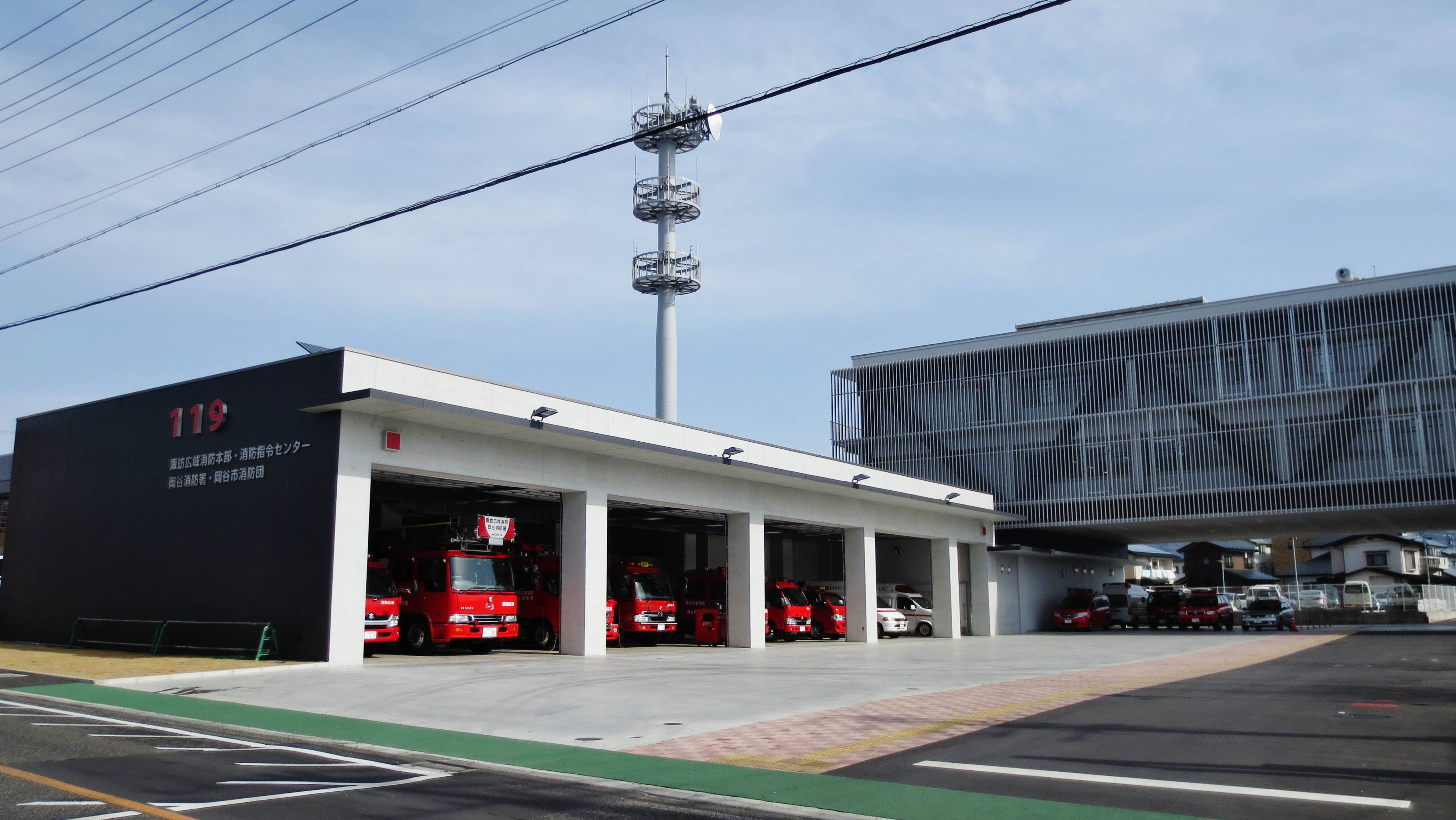
岡谷消防署

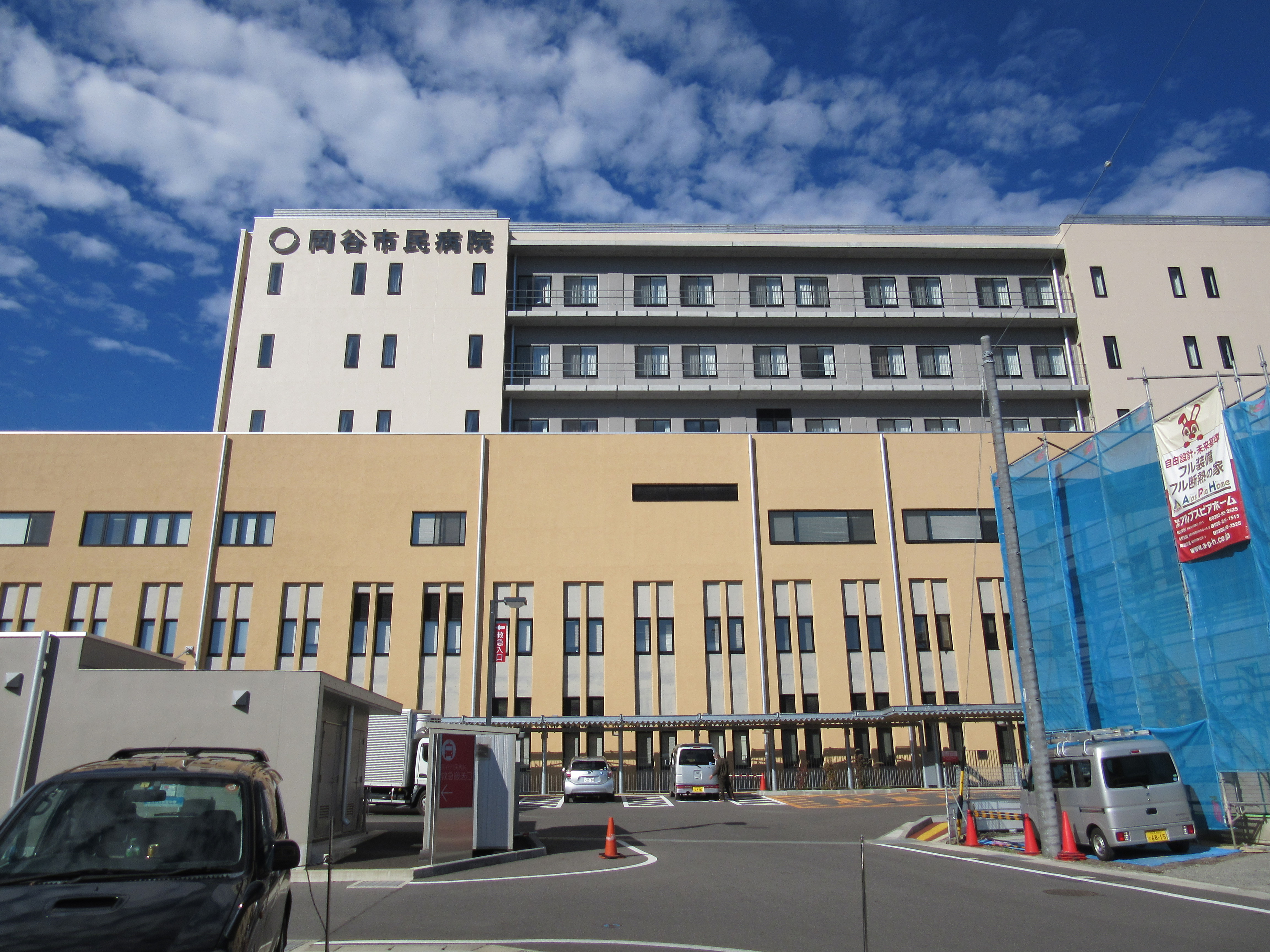
岡谷市民病院

#### 警察
本部
- 長野県警察 岡谷警察署

交番
- 岡谷駅前交番（岡谷市）
- 中央交番（岡谷市）
- 東部交番（岡谷市）

#### 消防
本部
- 諏訪広域消防本部

消防署
- 岡谷消防署

#### 医療
主な病院
- 岡谷市民病院
- 諏訪湖畔病院

#### 郵便局
| 集配郵便局   | 岡谷郵便局 |
| 無集配郵便局 | 岡谷今井郵便局、岡谷郷田郵便局、岡谷中央町郵便局、岡谷天竜町郵便局、岡谷東銀座郵便局、長地郵便局、川岸郵便局、三沢郵便局、湊郵便局、レイクウォーク岡谷郵便局 |
| 簡易郵便局   | 岡谷上ノ原簡易郵便局、岡谷小萩簡易郵便局、岡谷山下町簡易郵便局、岡谷若宮簡易郵便局                                                                           |

#### 文化施設

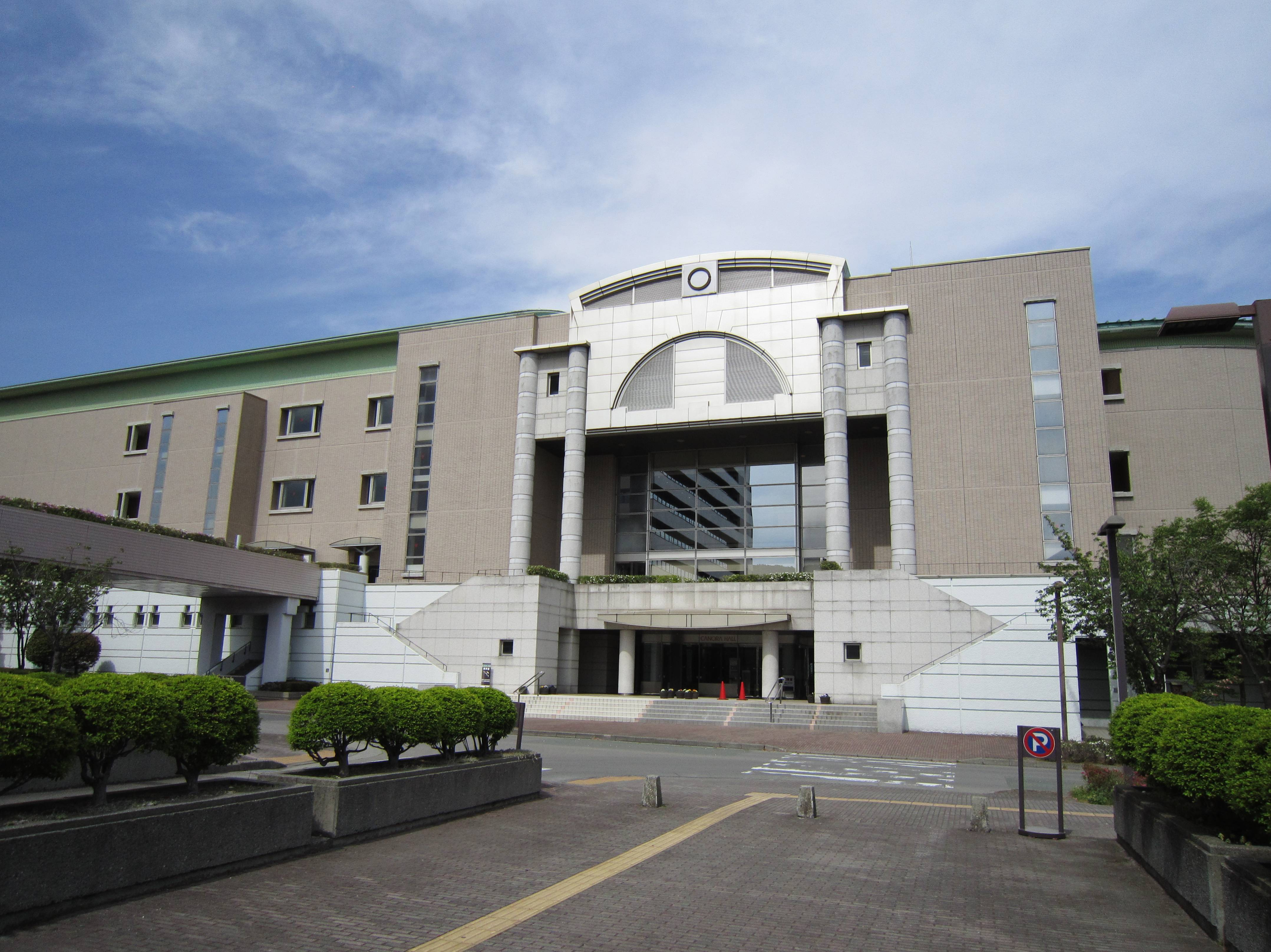
カノラホール入り口

図書館
- 市立岡谷図書館

博物館
- 市立岡谷蚕糸博物館
- プリンス&スカイラインミュウジアム

美術館
- イルフ童画館
- 市立岡谷美術考古館
- 小さな絵本美術館

体育館
- 岡谷市民総合体育館

劇場
- 岡谷スカラ座（シネマコンプレックス）
- 岡谷市文化会館（カノラホール[9]）

## 対外関係

### 姉妹都市・提携都市

#### 国内
姉妹都市
| 都市名   | 地方     | 都道府県名    | 提携年月日                 |
| -------- | -------- | ------------- | -------------------------- |
| 富岡市   | 関東地方 | 群馬県        | 1972年（昭和47年）10月15日 |
| 玉野市   | 中国地方 | 岡山県        | 1980年（昭和55年）10月1日  |
| 東伊豆町 | 中部地方 | 静岡県 賀茂郡 | 1985年（昭和60年）3月2日   |

#### 海外
姉妹都市
| 都市名               | 国名           | 地域名     | 提携年月日 |
| -------------------- | -------------- | ---------- | ---------- |
| マウントプレザント市 | アメリカ合衆国 | ミシガン州 | 1965年6月  |

## 経済

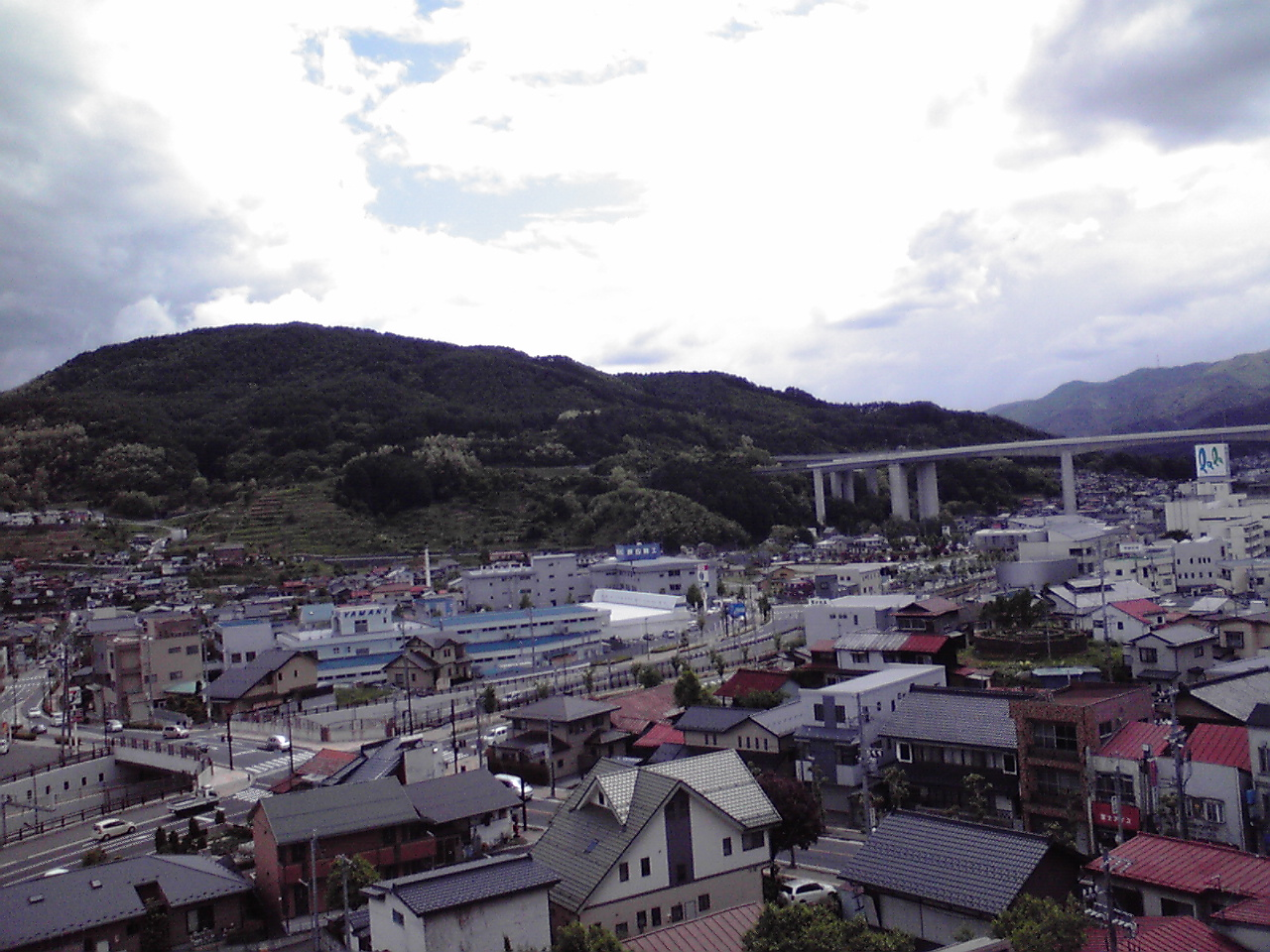
岡谷市のまちなみ
写真奥の橋脚は長野自動車道。

### 第一次産業

#### 漁業
養鰻業
特産品のウナギを諏訪湖で養鰻している。

### 第二次産業

#### 工業
1870年代から1920年代にかけて製糸業の中心地として栄え、現在は諏訪地域が「東洋のスイス」と言われるように、時計、カメラ（世界的カメラメーカーだったヤシカ-現:京セラ長野岡谷工場等)、電気部品（岡谷電機産業等）などの精密機械工業が盛んなことで知られる。また、1950年代は味噌の生産量日本一を誇っていた。今でも信州味噌の喜多屋醸造店等､多くの味噌工場がある。
他に搬送省力機械のマルヤス機械等多くの製造業も盛んである｡

### 第三次産業

#### 商業
1980年代に行われた都市開発により、岡谷市街には駅前から近い順に、ララオカヤ・イルフプラザ・アピタ岡谷店という3つの商業施設が立地した。その後、ララオカヤは2階が閉鎖され（メインテナントのイトーヨーカドーが2001年7月に撤退。その後はイベントスペースとして使用中）、イルフプラザもかつて出店していた東急百貨店が2002年に撤退した一方、アピタ岡谷店はユニーにより「レイクウォーク岡谷」として2016年7月23日改築・開店した。
長野自動車道の岡谷インターチェンジの開業により、岡谷市は諏訪地方の人流、物流の中心となっている。

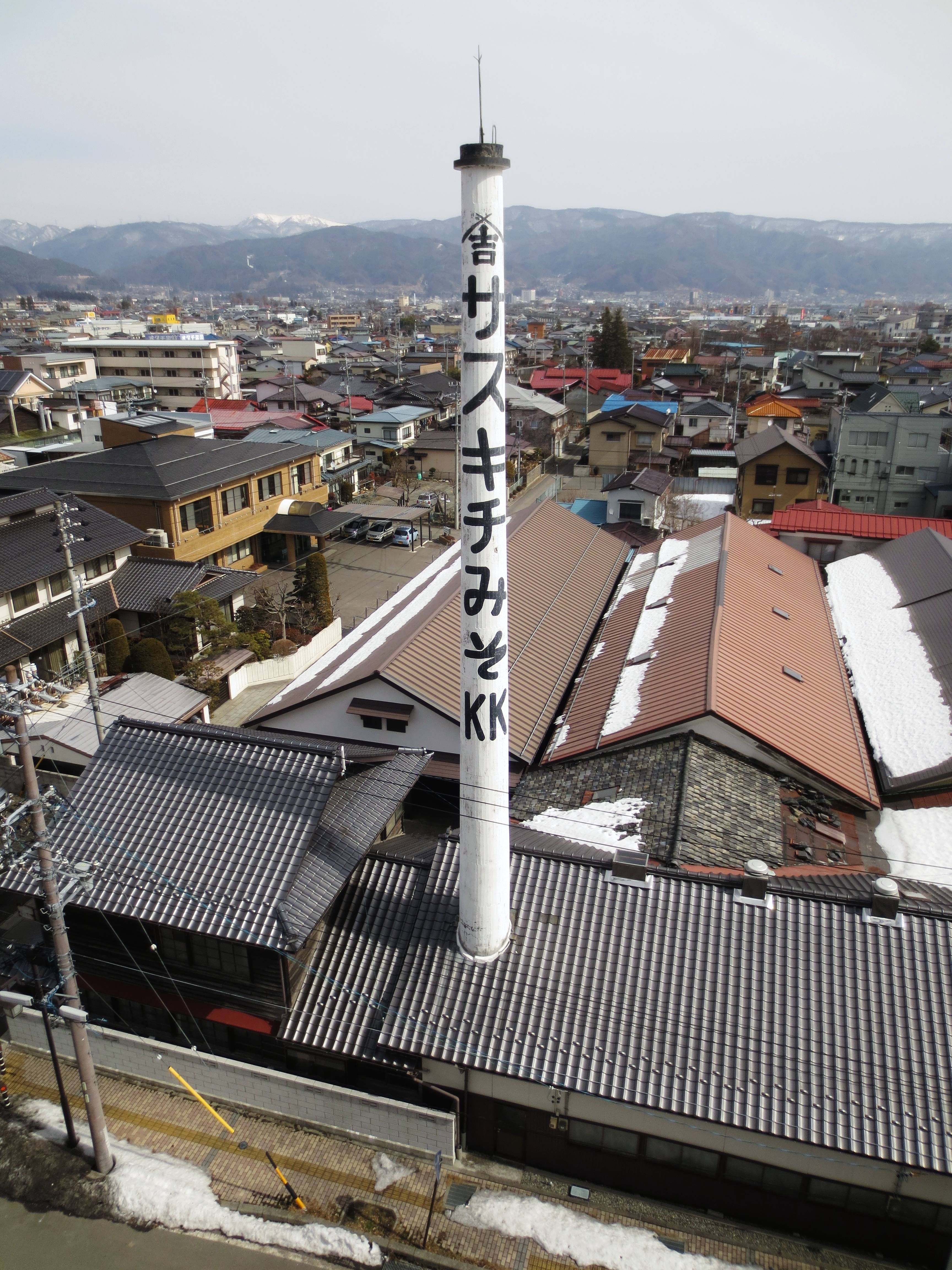
サスキチ味噌
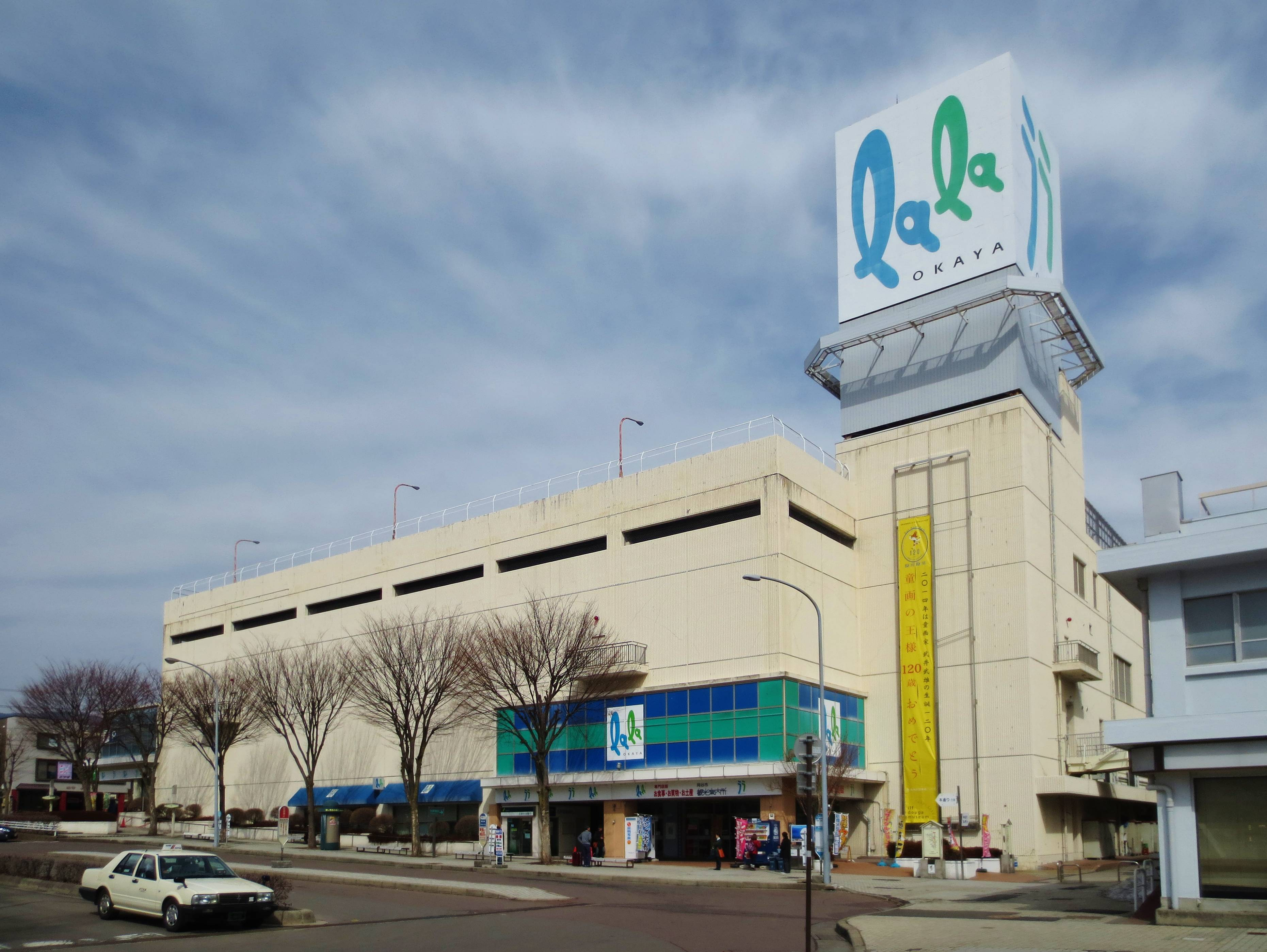
ララオカヤ
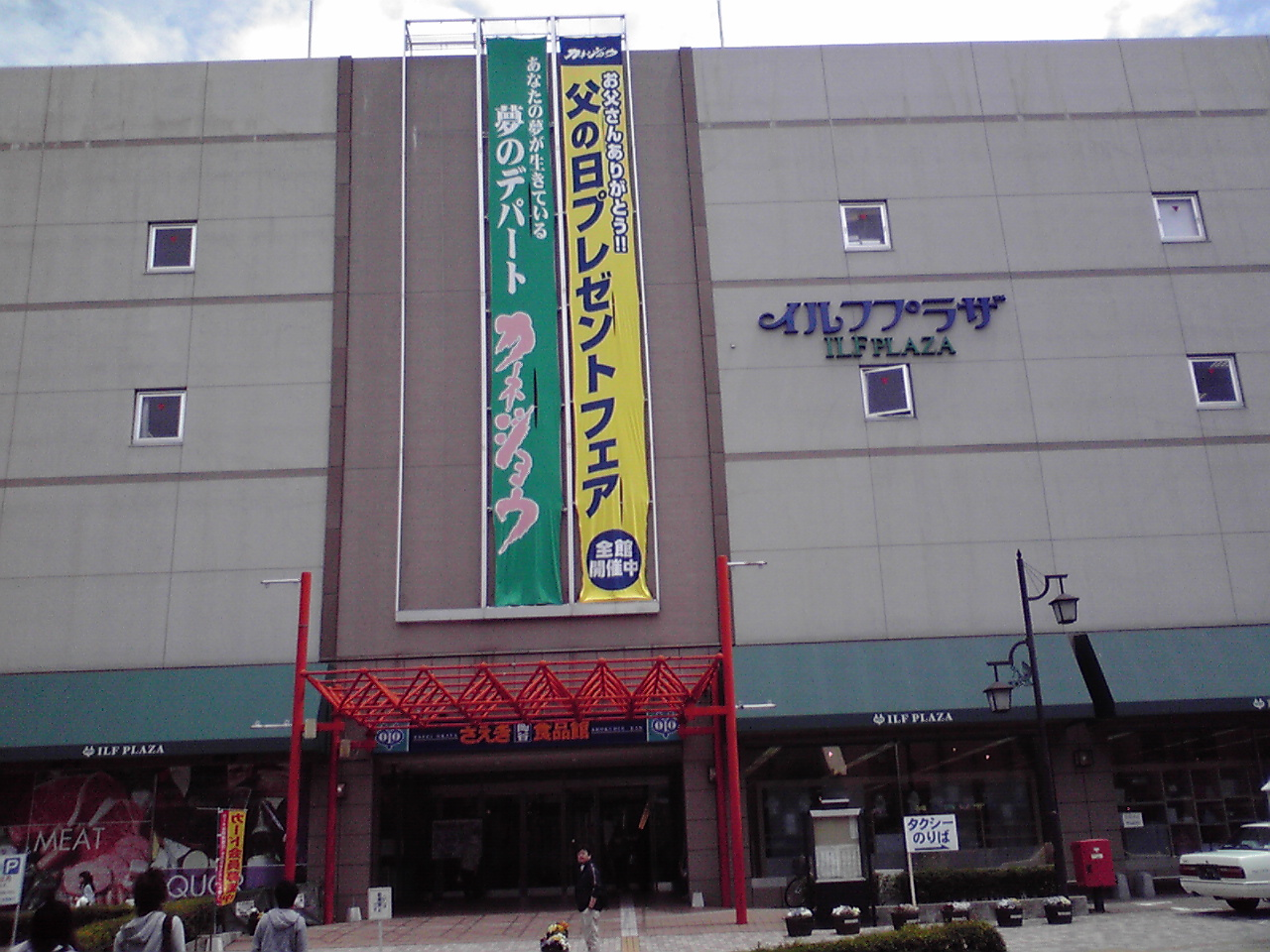
イルフプラザ（旧:おかや東急百貨店）
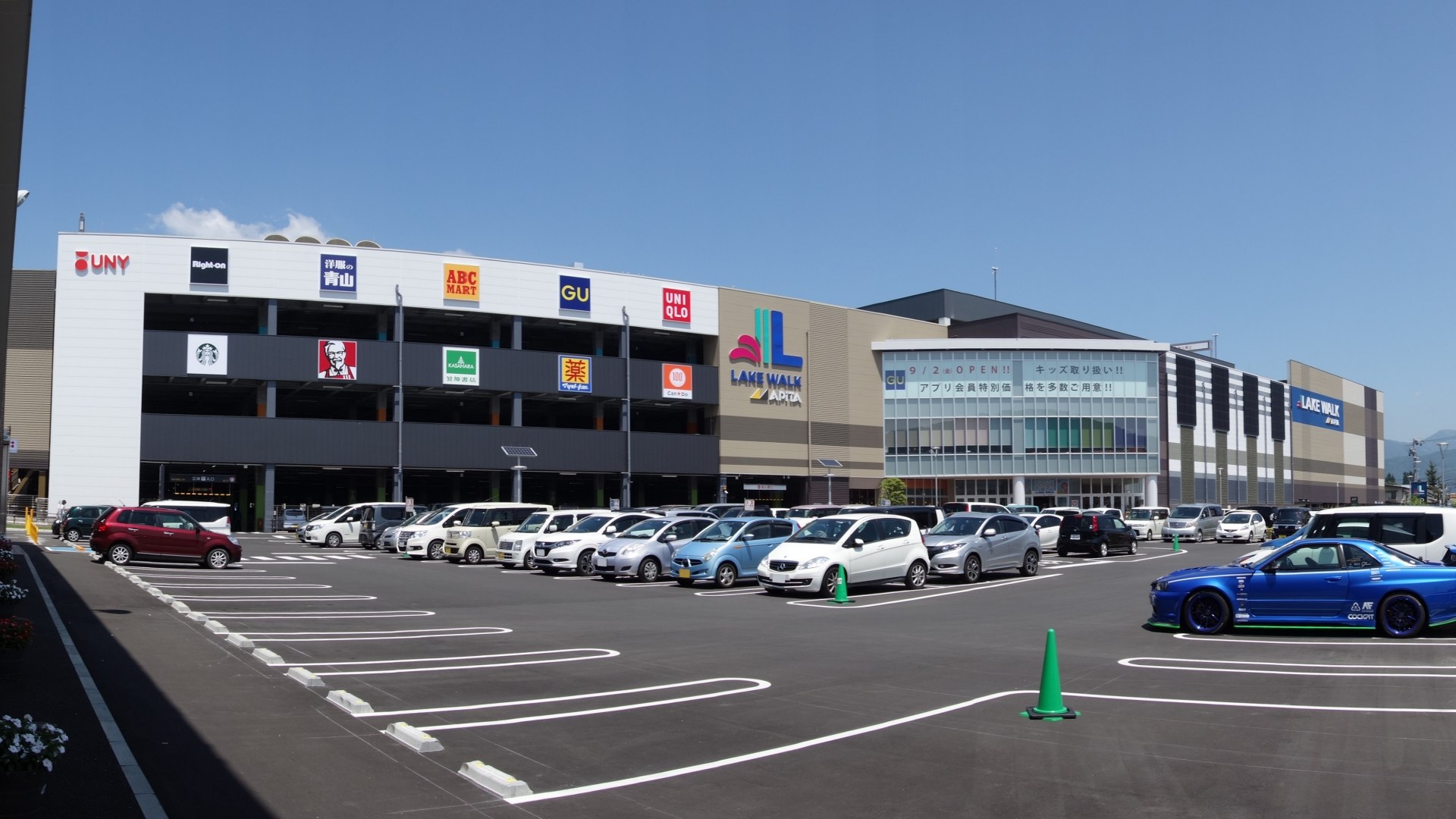
レイクウォーク岡谷
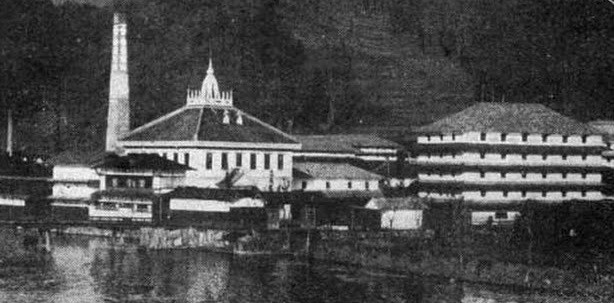
平野村にあった林製糸所第一工場。綿行商の林倉太郎が天保年間に「上せ糸」という座操糸を製し、京都などで販売したのが始まり[12]。子の林国蔵は地元の通信・交通などの発展にも尽力した[12]。国蔵宅は「旧林家住宅」として現存。
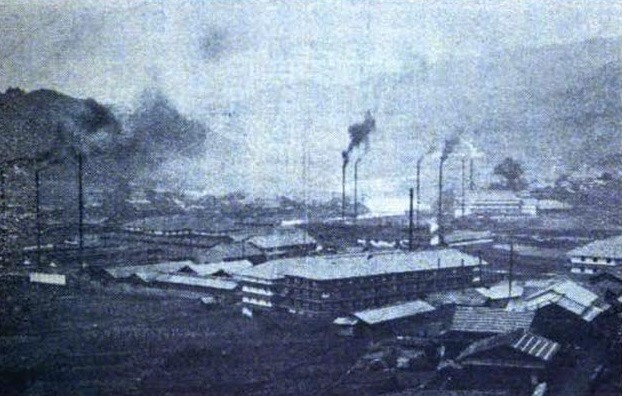
合資岡谷製糸会社。明治30年（1897年）創立で、一時は岡谷で最大規模を誇った。岡谷本社のほか、大宮館、真鍋製紙所、岡谷館の分工場があった[13]。
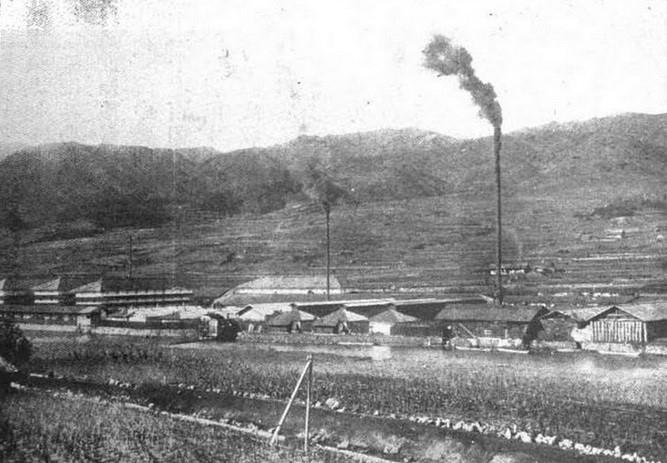
川岸村にあった片倉組（現在の片倉工業）の製糸場。片倉兼太郎を組長に、明治11年（1878年）より製糸業を営む[14]。その後事業拡大し、片倉財閥を築いた。

その他岡谷市に本社を置く企業
- 諏訪信用金庫 - 信用金庫
- 豊島屋 (長野県) - 主にガソリンスタンド運営を行っている企業
- ヌーベル梅林堂 - 銘菓くるみやまびこを製造する洋和菓子メーカー
- リジェンティス - ベンチャー企業
- 高天酒造 - 日本酒醸造所
- AOI開発センター - 精密機械製造メーカー

## 情報・生活

### マスメディア
NHK岡谷諏訪ラジオ中継放送所やSBC岡谷諏訪ラジオ中継局など、諏訪地方のラジオ中継局が集中している｡

#### 中継局
- SBC岡谷諏訪ラジオ中継局
- NHK岡谷諏訪ラジオ中継放送所
- 岡谷川岸中継局

#### 新聞
- 信州市民新聞グループ

### ライフライン

#### 電力
- 中部電力

#### 電信
- NTT東日本

市外局番
- NTT市外局番は諏訪MA（0266）で、諏訪市、茅野市、諏訪郡、上伊那郡辰野町と共通。

## 教育
地元高校ではスケートやローイング競技（ボート競技）などで多くのオリンピック選手を輩出する長野県岡谷南高等学校、バレーボールやラグビーの古豪長野県岡谷工業高等学校が有名である。

### 大学
国立
- 信州大学諏訪圏サテライトキャンパス

### 専門学校
市立
- 岡谷市看護専門学校

### 高等学校
県立
- 長野県岡谷工業高等学校
- 長野県岡谷東高等学校
- 長野県岡谷南高等学校

私立
- つくば開成学園高等学校岡谷学習センター

### 中学校
市立
- 岡谷市立岡谷東部中学校
- 岡谷市立岡谷西部中学校
- 岡谷市立岡谷南部中学校
- 岡谷市立岡谷北部中学校

### 小学校
市立
- 岡谷市立上の原小学校
- 岡谷市立小井川小学校
- 岡谷市立岡谷田中小学校
- 岡谷市立長地小学校
- 岡谷市立川岸小学校
- 岡谷市立神明小学校
- 岡谷市立湊小学校

## 交通

### 鉄道

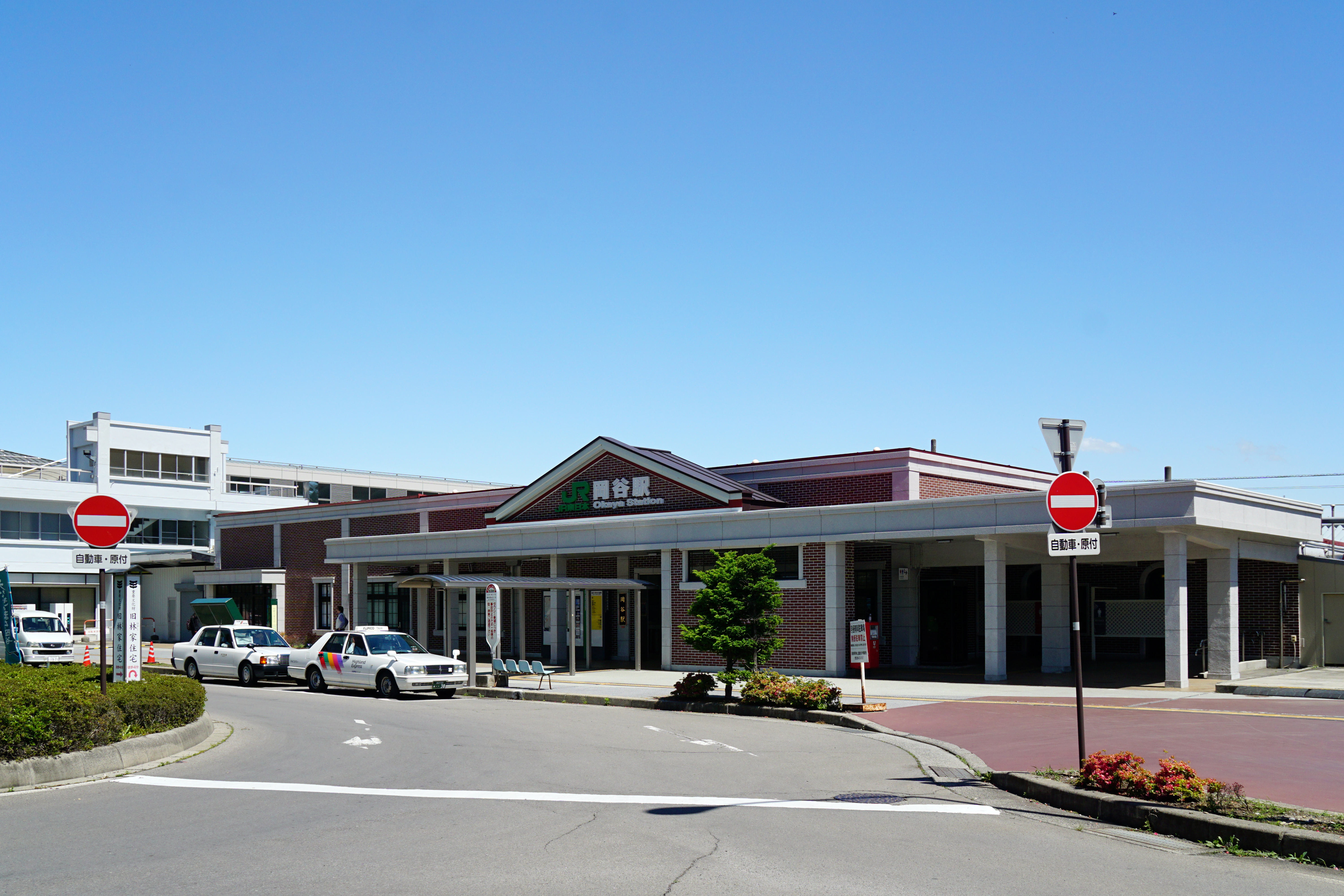
岡谷駅

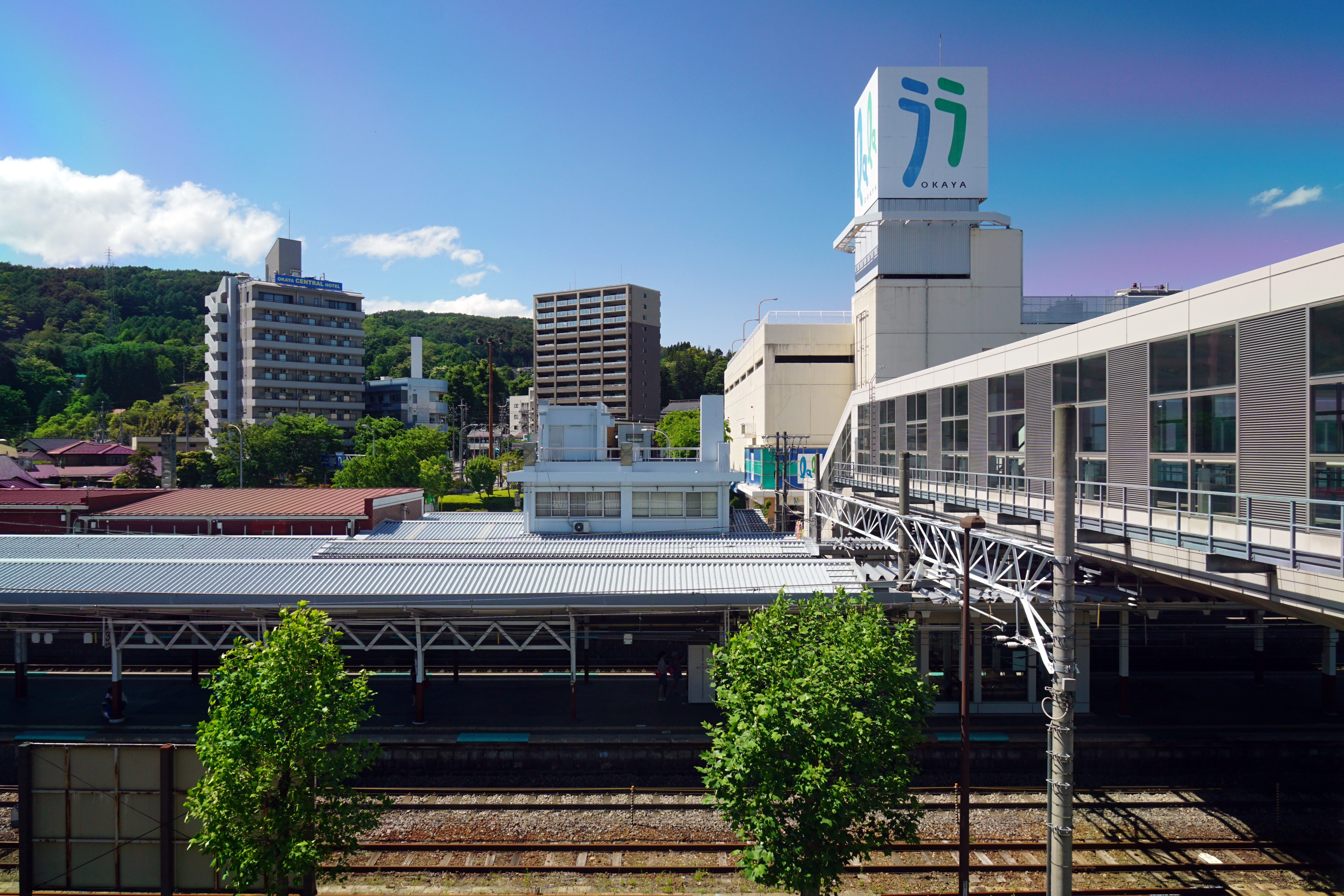
岡谷駅周辺の商業施設

中心となる駅：岡谷駅

#### 鉄道路線
東日本旅客鉄道（JR東日本）
- 中央本線（中央東線）： - 岡谷駅 -
  - 辰野支線：- 岡谷駅 - 川岸駅 -

### バス

#### 路線バス
- アルピコ交通諏訪
- シルキーバス  (アルピコタクシー・JRバス関東)
- スワンバス     (アルピコ交通諏訪・JRバス関東)

### 道路

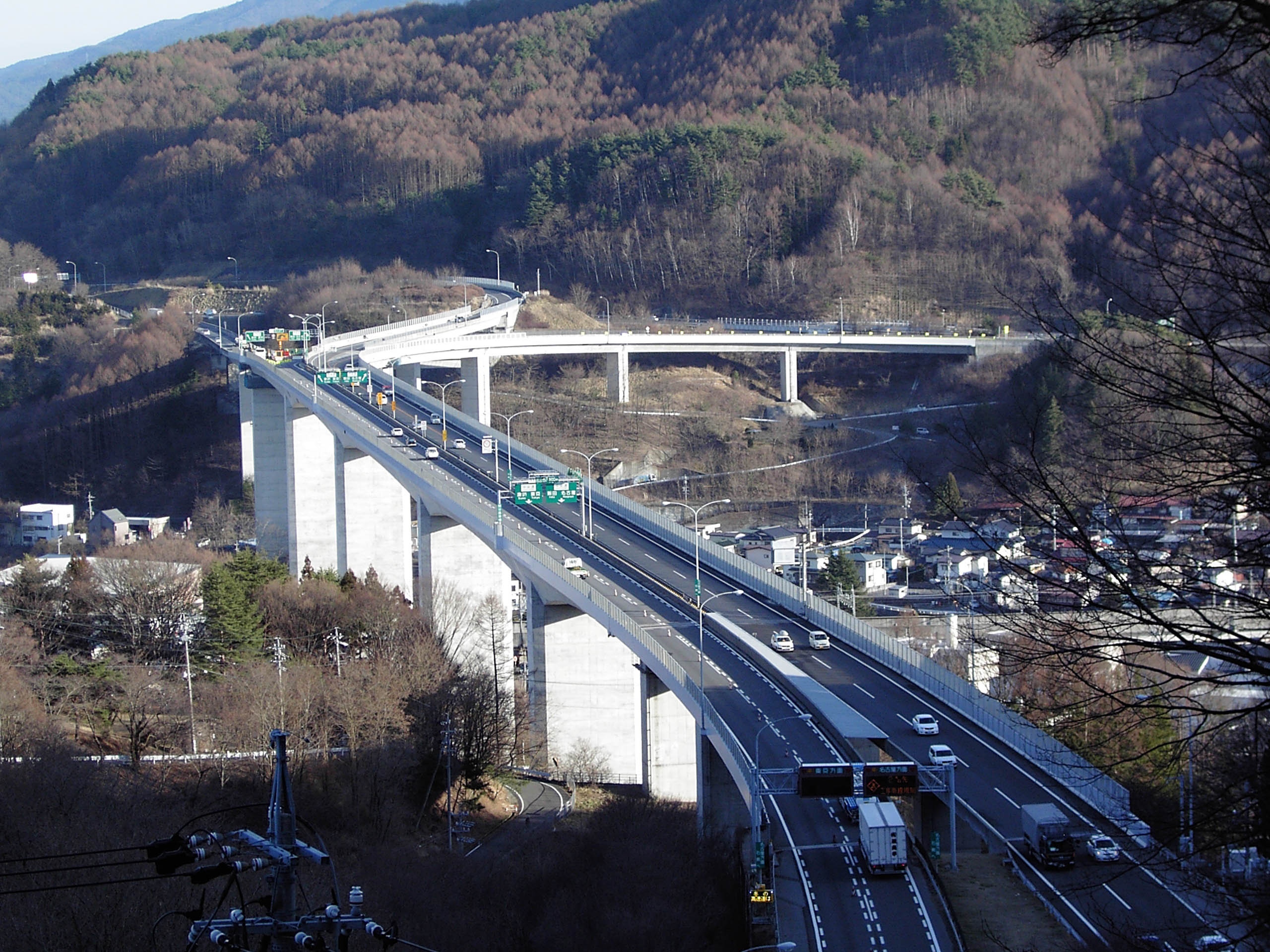
岡谷ジャンクション

#### 高速道路
- 長野自動車道：岡谷JCT - 岡谷IC
- 中央自動車道：諏訪湖SA/SIC（下り線のみ[15]。上り線の施設は諏訪市に所在） - 岡谷JCT

#### 国道
- 国道20号
  - 下諏訪岡谷バイパス
- 国道142号
  - 新和田トンネル有料道路（延伸部分）

#### 県道
主要地方道
- 長野県道13号岡谷停車場線
- 長野県道14号下諏訪辰野線
- 長野県道16号岡谷茅野線

一般県道
- 長野県道185号岡谷下諏訪線
- 長野県道254号楢川岡谷線

### ナンバープレート
諏訪ナンバー
ご当地ナンバーである諏訪ナンバー（長野運輸支局松本自動車検査登録事務所）が割り当てられている。
2006年10月9日までは松本ナンバーが割り当てられていた。

## 観光

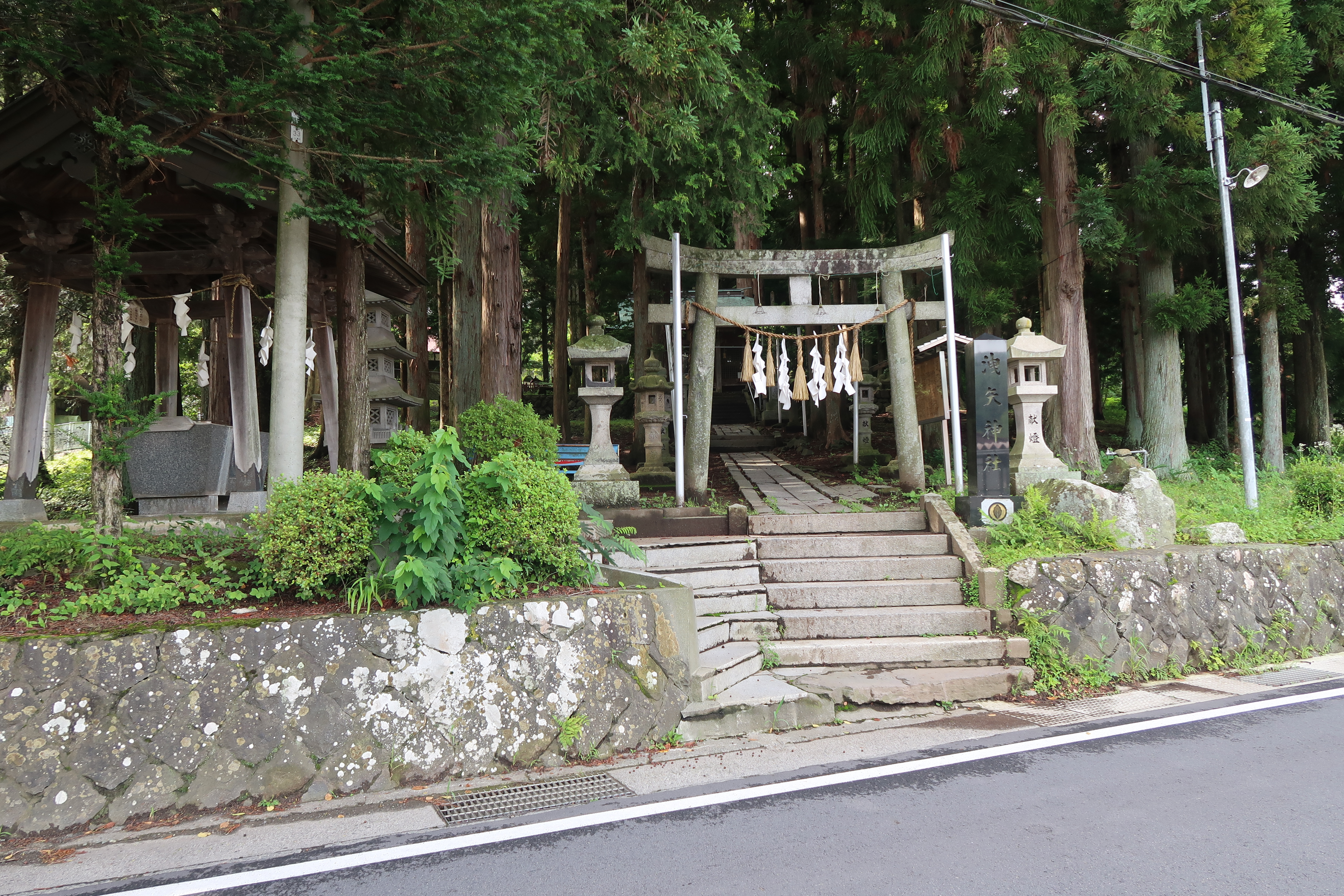
洩矢神社

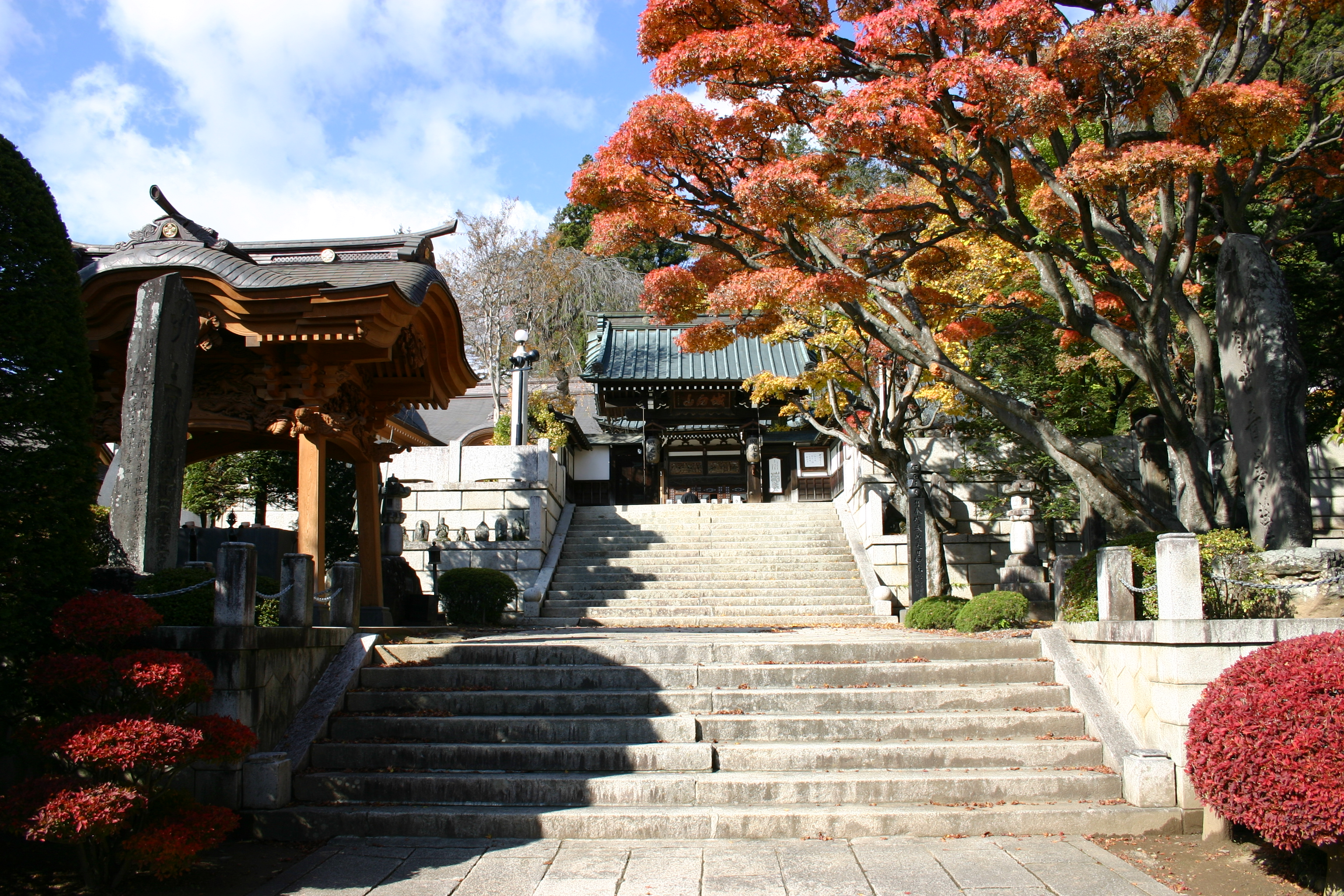
照光寺

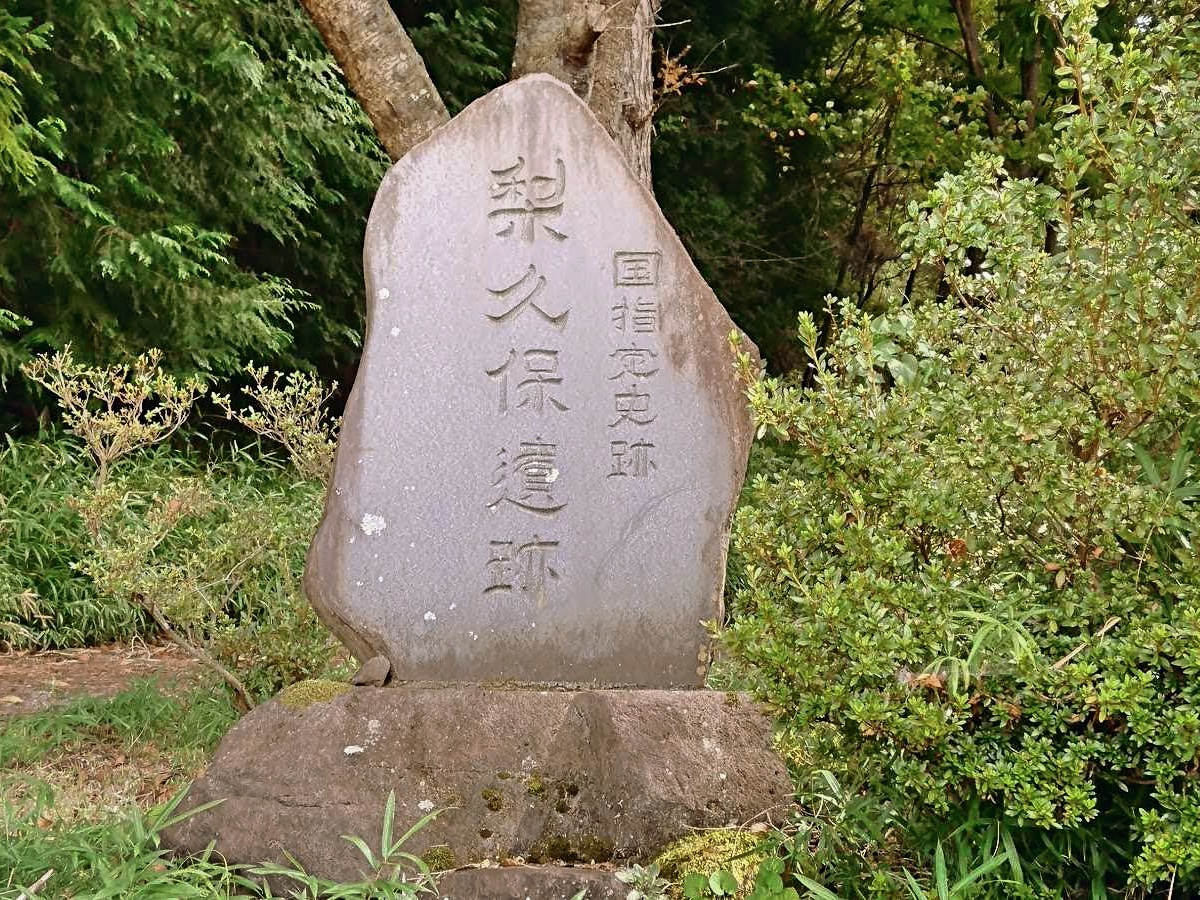
梨久保遺跡

### 名所・旧跡
主な神社
- 藤島神社
- 洩矢神社

主な寺院
- 照光寺
- 観音院
- 平福寺 - 真言宗智山派の寺。山号は彌林山。日限地蔵尊[16]。

主な遺跡
- 目切遺跡
- 梨久保遺跡 - 縄文時代において黒曜石原産地の中心地域の1つだったとされる遺跡。

主な史跡
- 旧林家住宅（国の重要文化財）[注釈 1]

### 観光スポット
博物館・美術館
- 市立岡谷蚕糸博物館（シルクファクトおかや）

岡谷の製糸業の歴史の紹介や、様々な製糸機械類の展示などを行なっている。併設された宮坂製糸所では、実際に繰糸機が稼働している様子を見学できる。
- イルフ童画館

武井武雄の童画作品がおもに展示されている。
- 市立岡谷美術考古館
- 小さな絵本美術館
- プリンス&スカイラインミュウジアム（鳥居平やまびこ公園内に所在）

名勝・景勝・公園
- 塩嶺御野立公園

野鳥が多く生息する「小鳥の森」として知られ、「塩嶺の小鳥のさえずり」として日本の音風景100選に選定されている。
- 鶴峯公園

岡谷市の市花であるツツジが、園内全体に3万株ほど植えられている。
- 鳥居平やまびこ公園

サマーボブスレー・サイクリング・マレットゴルフ・フィールドアスレチック・バーベキューなど、多様な野外レクリエーションを楽しめる。
- 諏訪湖・釜口水門
- 八ヶ岳中信高原国定公園
- 高ボッチ高原
- 塩嶺王城県立自然公園・塩嶺王城パークライン

娯楽
- 岡谷スカラ座：シネマコンプレックス。諏訪湖に面する自治体の中で、唯一の常設映画館である。

- 釜口水門
- 市立岡谷蚕糸博物館
- イルフプラザアミューズメントとイルフ童画館

## 文化・名物

### 祭事・催事
- 鶴峯公園つつじ祭り（5月頃）
- 塩嶺御野立記念祭（年2回）
- 岡谷太鼓祭り（お盆） - 御諏訪太鼓
- 御柱（6年に一度：寅年/申年開催） - 関連：諏訪大社
- 岡谷きつね祭（7月）
- おかや演劇祭（1年に一度　カノラホール大ホールにて開催）
- 塩嶺王城パークラインハーフマラソン大会（5月）
- 諏訪圏工業メッセ - 会場:岡谷市民総合体育館とテクノプラザおかや[21]

### 名産・特産
鰻の産地であり、岡谷商工会議所が冬の土用の丑の日を寒の土用の丑の日として商標登録（出願番号:商願平11-39161号、登録番号:登録商標第4525842号）したほか、1998年には「うなぎのまち岡谷の会」が日本記念日協会に記念日として登録した。「寒の土用期間中」には川魚店の店先にのぼりを出し、様々なイベントを開催するほか、市外の川魚店にも参加を呼びかけている。
また、高天酒造の日本酒「高天」は全国清酒品評会で長野県初の名誉賞を受賞。

### スポーツ

#### ウィンタースポーツ
- やまびこスケートの森

400mリンクを有する「国際スケートセンター」、30m×60mリンクを有する「アイスアリーナ」などを備える（いずれも国際公認）。

## 出身関連著名人

### 出身著名人
（五十音順）
- 鮎沢啓夫 - 農学者、農林官僚
- 青木茂人 - NHKアナウンサー
- 鮎沢大 - 生物学者
- あらい汎 - 俳優、劇団「汎マイム工房」主宰
- 荒井利一 - バスケットボール選手
- 飯島宗一 - 医学者、元広島大学学長、元名古屋大学学長
- 市川右田六 - 歌舞伎俳優(岡谷市観光大使2021～)
- 市川笑野 - 歌舞伎俳優(岡谷市観光大使2014～)
- 伊藤空也 - 総合格闘家
- 伊藤順蔵 - 早稲田大学バスケットボール部監督
- 伊藤礼吉 - 化学者
- 井上ねこ - 小説家
- 今井五介 - 実業家
- 今井梧楼 - 元岡谷市長
- 今井五六 - 実業家、初代大宮市長
- 今井登志喜 - 史学者、東京帝国大学名誉教授
- 今井信雄 - 国文学者、元成城短期大学学長
- 今井啓雄 - 動物学者
- 今井竜五 - 政治家、元岡谷市長
- 今村俊明 - スケート選手、長野パルセイロ・アスレチッククラブ社長
- 岩垂今朝吉 - 教育者
- 岩垂弘 - ジャーナリスト
- 岩波一寛 - 経済学者
- 潤間留十 - スケート選手
- 海野肇 - 工学者
- 遠藤耕太郎 - 日本文学研究者
- 遠藤真弓 - 俳優
- 大滝精一 - 経営学者
- 太田谷山 - 書家
- 太田龍朗 - 医学者、名古屋大学名誉教授
- 荻原達子 - 能楽演出家
- 小口亜紀 - 元レースクイーン
- 小口節三 - 彫刻家
- 小口大八 - 和太鼓奏者
- 小口高 - 地球物理学者
- 小口孝司 - 心理学者
- 小口武彦 - 物理学者
- 小口多美夫 - 物理学者
- 小口太郎 - 科学者、「琵琶湖周航の歌」作詞者
- 小口禎三 - 映画プロデューサー、岩波映画製作所創業者・初代社長
- 小口久雄 - 実業家、株式会社セガ社長
- 小口雅史 - 歴史学者
- 小口樹葉 - バレーボール選手
- 小口基實 - 作庭家
- 小口良平 - 自転車冒険家
- 尾澤金一 - 実業家
- 尾澤金左衞門 - 実業家
- 尾澤修治 - 監査法人朝日会計社（現有限責任あずさ監査法人）創業者・初代理事長
- 尾澤福太郎 - 実業家
- 笠原邦彦 - 折り紙作家
- 片倉兼太郎 - 実業家、片倉財閥創業者
- 片倉兼太郎 (2代目) - 実業家
- 片倉兼太郎 (3代目) - 実業家
- 片倉三平 - 実業家
- 片倉ブリザード - お笑い芸人
- 金丸久夫 - プロ野球選手
- 神尾光臣 - 軍人
- 川村昌平 - 養命酒製造会長
- 岸田理生 - 劇作家
- キューティーはし - 芸人
- 小坂隆雄 - 生理学者、公衆衛生学者
- 小原徳子 - グラビアアイドル、女優
- 小松和蔵 - 化学者
- 斎藤実子 - スケート選手
- 齋藤隆博 - 東京高等検察庁検事長
- 佐藤圭一 - アナウンサー
- 渋木綾乃 - バレーボール選手
- 諏訪雅彦 - 作曲家
- 早出守雄 - 画家
- 高木俊輔 - 日本史学者
- 高木久雄 - ドイツ文学者、元京都外国語大学学長
- 高橋貞一郎 - 洋画家
- 高橋靖夫 - 洋画家
- 高林千幸 - 農学博士、岡谷蚕糸博物館館長
- 高村章子 - 声優
- 瀧澤千聖 - サッカー選手
- 武井一巳 - ジャーナリスト
- 武居三吉 - 農芸化学者、元京都教育大学学長
- 武居代次郎 - 製糸家
- 武井武雄 - 童画家、版画家
- 武居俊樹 - 編集者
- 武井利喜 - 小さな絵本美術館館長
- 武井直也 - 彫刻家
- 辰野登恵子 - 洋画家、版画家、多摩美術大学教授
- 谷新 - 美術評論家
- 茅野春雄 - 昆虫学者
- 茅野充男 - 農学者
- 茅野實 - 実業家、元八十二銀行頭取
- 塚原直貴 - 陸上競技選手、2008年北京五輪銅メダリスト
- 津嶋啓一 - ピアニスト
- 寺沢優太 - サッカー選手
- 外ノ池信平 - スポーツ指導者
- 戸沢充則 - 考古学者、元明治大学学長
- 永井和子 - メゾ・ソプラノ歌手、東京芸術大学教授
- 中野和朗 - ドイツ文学者
- 中野元裕 - 化学者
- 中村梧郎 - 写真家
- 西川俊夫 - 化学者
- 野村千春 - 洋画家
- 花岡清二 - 実業家、元セイコーエプソン社長
- 花岡哲象 - 日本画家
- 花岡正浩 - 実業家、TC神鋼不動産会長
- 花岡彌六 - 実業家、元電気化学工業社長
- 浜公氣 - どついたるねんドラム担当
- 浜武秀 - 実業家、元日東製粉社長
- 濱徳太郎 - 作曲家
- 浜文恵 - スケート選手
- 林郁 - 作家
- 林五一 - 林農園創業者
- 林功三 - ドイツ文学者
- 林七六 - 実業家、政治家
- 林太郎 - 元東都銀行頭取、大正海上火災保険（現三井住友海上火災保険）会長
- 林利隆 - ジャーナリスト、早稲田大学教授
- 林直嗣 - 経済学者
- 林久喜 - 農学者
- 林百郎 - 元衆議院議員 、弁護士
- 原山智 - 地質学者
- 藤森萬年 - 教育者
- 細谷枝里佳 - 女優
- Mhiro - シンガーソングライター
- 増澤譲太郎 - 気象学者、気象庁長官
- 増澤敏行 - 環境学者
- 三沢陽一 - 小説家
- 水谷太洋 - フィギュアスケートアイスダンス選手
- 宮坂絵美 - 美術家
- 宮坂楓 - 陸上選手、2016年日本選手権三段跳優勝、2017年日本選手権三段跳連覇
- 宮坂勝之 - 医学者
- 宮坂健次郎 - 元岡谷市長、元諏訪信用金庫理事長
- 宮坂真也 - 旭化成副社長、日本環境安全事業（現中間貯蔵・環境安全事業）初代社長
- 宮坂貞 - 薬学者、昭和大学名誉教授
- 宮坂博文- テキスタイルデザイナー
- 宮坂元裕- 教育学者
- 宮坂宥洪 - 仏教学者
- 宮坂宥勝 - 仏教学者
- 宮澤作太郎 - 陸軍将官、元幕僚長
- 宮澤健太郎 - 野球選手、元JX-ENEOS
- 宮沢胤勇 - 政治家、元運輸大臣
- 宮澤政文 - 宇宙開発事業団筑波宇宙センター所長
- 宮原麗子 - 洋画家
- 六冬和生 - SF作家
- 谷中公一 - JRA元騎手、調教助手
- 柳谷郁子 - 小説家、随筆家
- 山岡勝人 - 詩人、作詞家、小説家、劇作家
- 山岡喜久男 - 経済学者
- 山岡武 - 技術者、実業家
- 山岡文彦 - 植物学者
- 山岡萬之助 - 日本大学総長、貴族院議員
- 山崎今朝弥 - 弁護士
- 山崎弘美 - プロ野球選手
- 山田禎三郎 - 教育者、実業家、衆議院議員
- 山田秀雄 - 実業家、元オリンパス副社長
- 山田正彦 - 三協精機製作所（現ニデックインスツルメンツ）創業者・初代社長
- 山田六一 - 三協精機製作所（現ニデックインスツルメンツ）創業者・元社長
- 八幡一郎 - 考古学者
- 八幡修身 - 指揮者
- 八幡郊処 - 篆刻家
- 吉江忠男 - バリトン歌手
- 吉川仁 - 都市計画家・技術士
- 吉沢英樹 - 物理学者
- Lisa lil vinci - ラッパー
- 和氣純子 - 社会福祉学者
- 渡辺国武 - 政治家、子爵
- 渡辺千秋 - 政治家、伯爵

### ゆかりの著名人
- 青山加織 - プロゴルファー
- 井上謙 - バレーボール選手
- 尾澤虎雄 - 実業家
- 片倉直人 - 実業家
- 木島日出夫 - 政治家、弁護士
- 草間三郎 - 実業家、元セイコーエプソン社長
- 小平萬榮 - 教育者、野鳥研究家(塩嶺小鳥バス創始者)
- 佐々木享 - 教育学者
- さとうわきこ - 絵本作家、小さな絵本美術館主宰
- 清水康弘 - スピードスケート選手
- 永田徳本 - 医師
- 永野彰一 - プロ雀士
- 花岡堅而 - 医師
- 林尚孝 - 農学者
- 林正高 - 医師
- 翠川修 - 医学者
- 宮坂武男 - 教育者

## 岡谷市を舞台とした作品

### 文学
- 山本茂実『あゝ野麦峠』
- 松本清張『湖底の光芒』

### ロケ地
映画
- 怪物
- ゴジラ-1.0